# Dotis (Sohn des Asterion)
Dotis ist eine Gestalt der griechischen Mythologie, Sohn des Asterion und der Amphiktyone. Auf Grund seiner Abstammung gehört er möglicherweise zum sagenhaften Volksstamm der Lapithen.

## Name
Der Name kommt vom griechischen Δῶτις, Dṓtis. Er entspricht einem Verbaladjektiv des Verbs δίδωμι, dídōmi, geben und bedeutet dann substantiviert die Gabe, möglicherweise gedanklich erweiterbar zur Gabe Gottes.

## Mythos
Nach dem Geschichtsschreiber Pherekydes ist er der Eponymos der Polis Dotion: „Pherekydes ... hingegen leitet den Namen (Dotion) ab von Dotis, dem Sohn des Asterios (= Asterion) und der Amphiktyone, der Tochter des Phthios.“ „Bekannt ist in erster Linie die Dotische Ebene (Δώτιον πεδίον, Dotion pedion) in Thessalien“, so dass er auch hierfür als Namensgeber in Frage käme. Darüber hinaus liefert Dotis keine mythologischen Geschichten, nur in seinem Namen lebt der Gottgegebene weiter.